# Pilsbryspira loxospira
Pilsbryspira loxospira é uma espécie de gastrópode do gênero Pilsbryspira, pertencente a família Pseudomelatomidae.